# Одесский пароход
«Одесский пароход» — российский телевизионный художественный фильм 2019 года режиссёра Сергея Урсуляка, снятый по мотивам произведений Михаила Жванецкого.
Премьера фильма состоялась 24 декабря 2019 года.
Показ фильма в телеэфире состоялся 1 января 2020 года на телеканале «Россия-1».

## Сюжет
В основе комедийного сюжета — знаменитые миниатюры «Одесский пароход», «Два яблока», «Собрание на ликёро-водочном заводе» и другие произведения одного из самых прославленных писателей-юмористов Советского Союза Михаила Жванецкого (всего 13 миниатюр).
Продавщица на рынке (Ирина Муравьёва) торгует семечками дороже всех, по двадцать копеек — так у неё ж и семечка крупнее.
Капитан судна (Сергей Маковецкий) звонит по внутренней связи судовому врачу (Игорь Золотовицкий). «Медпункт? Капитан говорит». — «Не пугайте». — «Я не пугаю, я начинаю разговор». — «Вот это другой тон. А то вы так с угрозой, мол, я капитан, а вы дерьмо». Буфетчица встаёт за штурвал парохода.
Экипаж самолёта интересуется у пассажиров (Марина Александрова), не умеет ли кто сажать самолёт — и далее самолёт сажают, держась за штурвал всем коллективом.
Похоронный оркестр со своим дирижёром (Сергей Гармаш) прибывает к Сигизмунду Лазаревичу и его сестре (которая из Кишинёва) в качестве подарка ко дню рождения.
Два героя (Михаил Ефремов и Александр Яценко) рассуждают о вчерашней беспробудной пьянке.
Бабушка (Нина Усатова) пугает внука Сёму бабой Ягой и случайно звонит спящему певцу (Тимофей Трибунцев), тот обещает внуку нечто непедагогичное, и внук становится как шёлковый.
Миша (Сергей Пускепалис) звонит сестре (Чулпан Хаматова), а та то слышит, то не слышит. А в это же время её муж (Владимир Машков) внушает сыну арифметику посредством яблок и морковок, уничтожая все яблоки в доме. В это время на балкон напротив выплывает сосед (Михаил Пореченков), он играет бицепсом и перемигивается с женщиной под музыку Бюльбюль оглы: «Ты мне вчера сказала, что позвонишь сегодня». Героиня Хаматовой заманчиво танцует на балконе в своём халате нараспашку. И тут снова грозный муж.
И конечно же, все ждут выступления начальника транспортного цеха (Фёдор Добронравов), которого так и не удалось заслушать…
Судьбы героев каждой истории переплетаются, и перед зрителем предстаёт панорама жизни и времени.

## В ролях
| - Михаил Жванецкий - Светлана Крючкова - Ирина Муравьёва - Нина Усатова - Сергей Гармаш - Сергей Маковецкий - Сергей Пускепалис - Владимир Машков - Чулпан Хаматова - Марина Александрова | - Ирина Пегова - Фёдор Добронравов - Роман Мадянов - Михаил Пореченков - Тимофей Трибунцев - Александр Яценко - Александр Робак - Павел Деревянко - Авангард Леонтьев - Евгений Ткачук |  |

## Съёмочная группа
- Режиссёр — Сергей Урсуляк
- Сценаристы — Сергей Урсуляк, Михаил Жванецкий
- Операторы — Михаил Суслов, Анатолий Симченко
- Композитор — Василий Тонковидов
- Художники — Алим Матвейчук, Владимир Гудилин
- Продюсеры — Антон Златопольский (ген.), Мария Ушакова, Артём Суджян (исп.)
- Кастинг-директор — Светлана Жигалкина

## Восприятие
Фильм стал лауреатом российской кинопремии «Золотой орёл» за 2020 год в категории лучший телефильм или мини-сериал.